# Ommatophora luminosa
Ommatophora luminosa är en fjärilsart som beskrevs av George Francis Hampson. Ommatophora luminosa ingår i släktet Ommatophora och familjen nattflyn. Inga underarter finns listade i Catalogue of Life.

## Bildgalleri

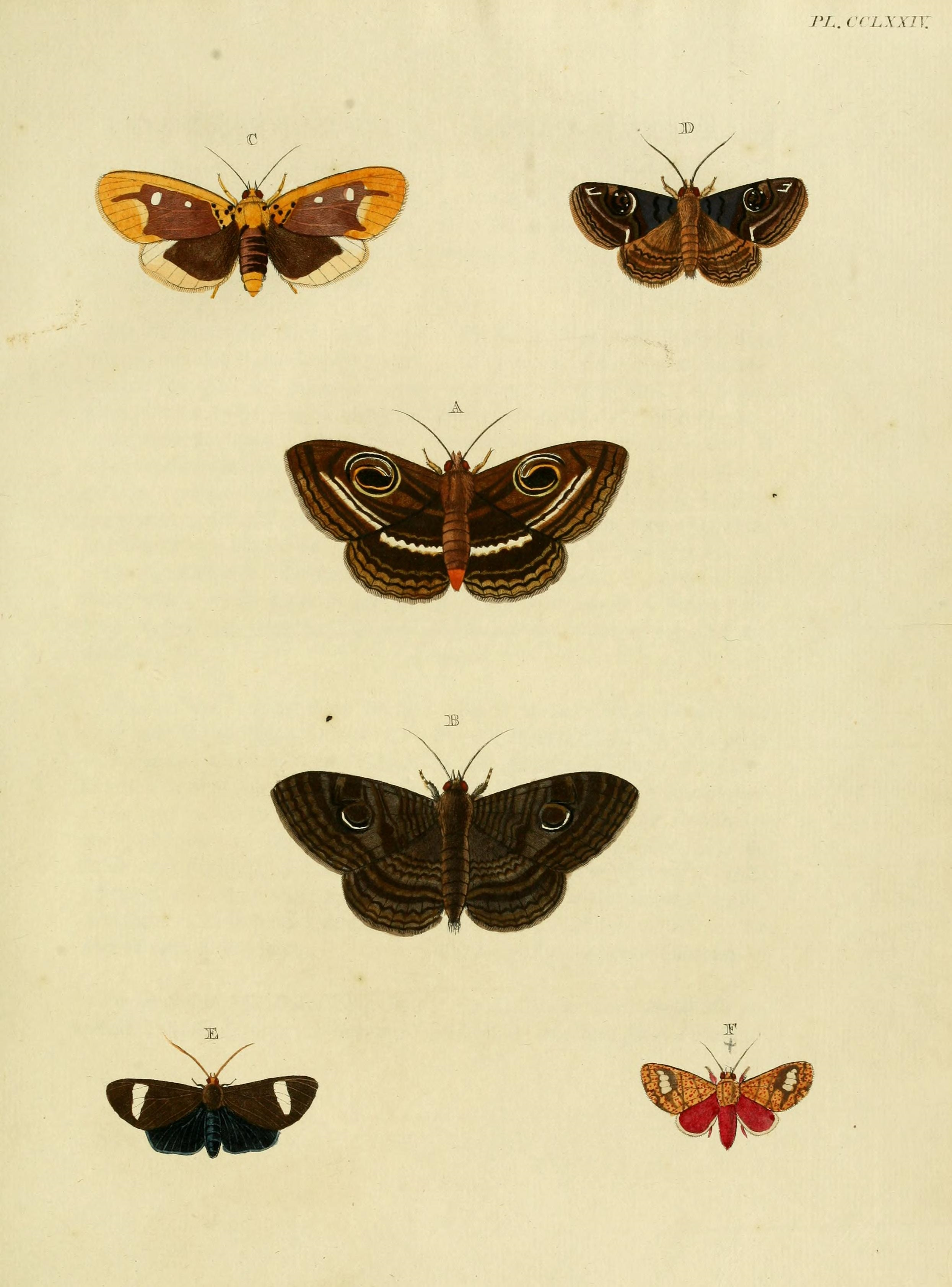
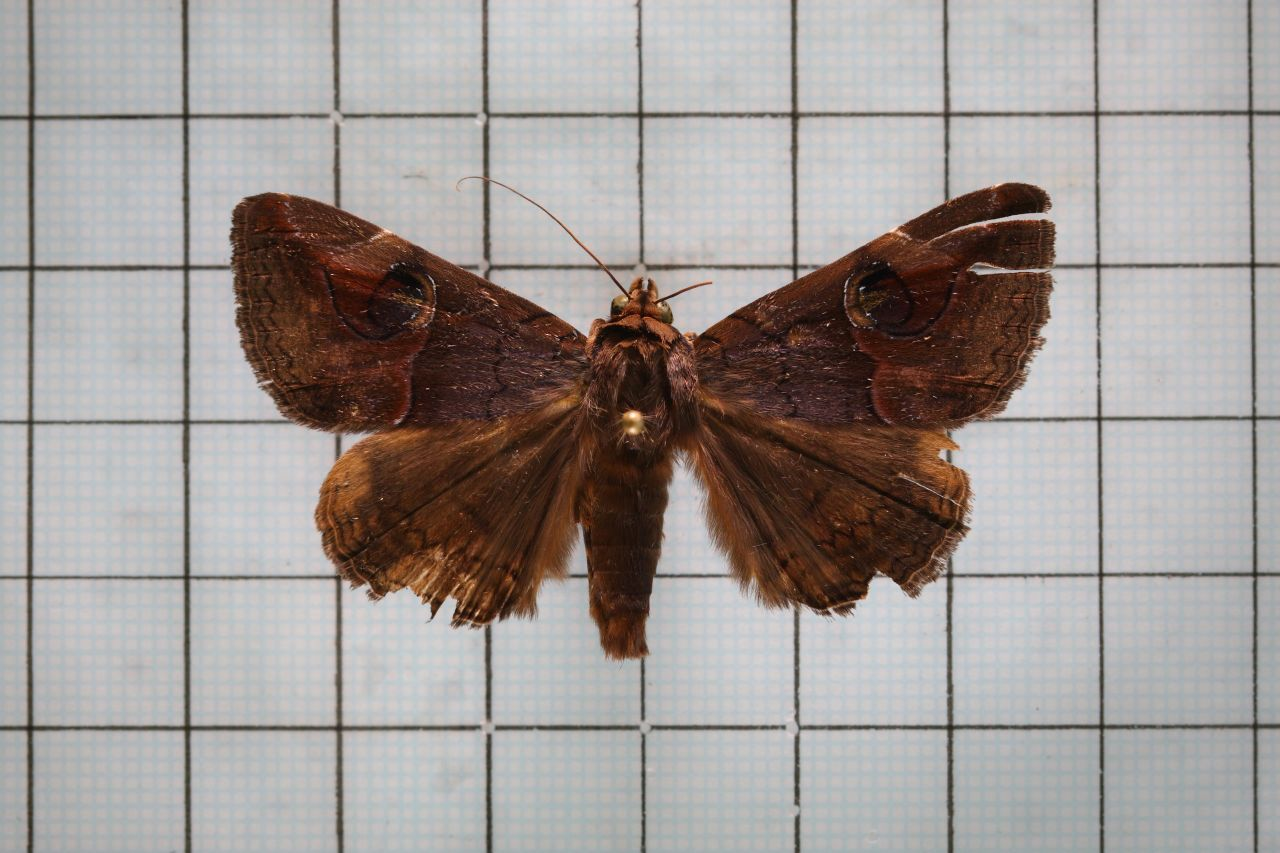